# Rudka (Repubblica Ceca)
Rudka (in tedesco Rutkau) è un comune della Repubblica Ceca facente parte del distretto di Brno-venkov, in Moravia Meridionale.